# Женевское графство
Графство Женева (фр. Comté de Genève, нем. Grafschaft Genf) — графство существовавшее с 894 по 1401 год на территории современной юго-восточной Франции и юго-западной Швейцарии. Графство появилось тогда, когда Женева и прилегающие территории относились к королевству Верхняя Бургундия и титул графа Женевского возник с согласия короля Верхней Бургундии Рудольфа I.

## История
Первым графом Женевским был Манассия I (Manasses I, 894-918). Его преемником стал Манассия II (Manasses II), который носил этот титул в 918-1015 годах.
В 1124 году епископы Женевские добились признания себя в качестве правителей Женевы, чем был положен конец власти  графов Женевских в самой Женеве. 
В 1219 году графы Женевские перенесли свою резиденцию из Ла Рош, где они правили в 1124-1219 годах, в Анси, который оставался их столицей до 1320 года, и жили там в замке Palais de l'Isle, пока пожар не уничтожил его, и они не были вынуждены вернуться в Ла Рош. 
В 1234 году Эймон II граф Фосиньи провозгласил себя протектором приорства Шамони, что нарушало права графов Женевских. В связи с этим граф Женевский Вильгельм II и его сын Родольф начали войну. В 1236 году было достигнуто перемирие, но Родольф, воспользовавшись этим, захватил зятя Эймона II, Пьера в плен, после чего война между графами Фосиньи и графами Женевскими началась вновь, и Вильгельм II Женевский потерпел в ней поражение. 13 мая 1237 года выбранный третейским судьёй Амадей IV Савойский постановил, что Вильгельм II Женевский обязан выплатить Пьеру Савойскому контрибуцию в 20 тысяч марок и передать несколько крепостей, в том числе замок Арлод, который контролировал подходы к Лиону. Вильгельм II не согласился с таким решением, и возобновил войну, которая длилась еще пять лет, однако он снова потерпел поражение, и был вынужден отдать замок Арлод Пьеру. 
В 1250 году Вильгельм II и Родольф вновь начали войну с Савойей, выступив на стороне Альберта III, графа Ла Тур-дю-Пин (La Tour-du-Pin), который был тестем Рудольфа и на земли которого претендовала Савойя. В результате графы Женевские вновь потерпели сокрушительное поражение и выбранный третейским судьёй выступил брат Пьера Савойского архиепископ Лионский Филипп постановил, что, поскольку Вильгельм II так и не выплатил контрибуцию в 20 тысяч марок, и не был способен выплатить ее, то в качестве залога он обязан уступить Пьеру ряд крепостей и владений. В результате графы Женевские потеряли почти все свои владения.
В 1392 году титул графа Женевского унаследовал Роберт, который ещё в 1378 году был избран Папой Римским под именем Клемент VII. После того, как он умер в 1394 году, мужская линия графов Женевских пресеклась и титул перешел к мужу графини Женевской Марии, дочери графа Женевского Амадея III — Гумберту VII, графу Туар-и-Виллар. 
Когда в 1400 году Гумберт VII умер, не оставив потомства, то в 1401 году его наследник, двоюродный дядя по отцу Одон де Виллар, продал Женевское графство Амадею VIII Савойскому.